# Emil Boc
Emil Boc (Răchiţele, 6 de setembro de 1966) é um político romeno, ex-primeiro-ministro de seu país.
Em junho de 2004, ele foi eleito chefe do governo municipal de Cluj-Napoca, a maior cidade da Transilvânia. Boc é também presidente do Partido Liberal Democrático, o partido do presidente Traian Băsescu e foi nomeado por este último, em 15 de Dezembro de 2008, como primeiro-ministro candidato ao Parlamento romeno. Isto aconteceu em 22 de Dezembro de 2008, quando o seu gabinete recebeu o voto de confiança do Parlamento.